# Blake Shelton (album)
Blake Shelton è il primo ed eponimo album in studio del cantante country statunitense Blake Shelton, pubblicato nel 2001.

## Tracce
1. Every Time I Look at You – 2:57
2. All Over Me – 3:14
3. She Doesn't Know She's Got It – 3:18
4. Austin – 3:50
5. Ol' Red – 3:42
6. I Thought There Was Time – 3:24
7. Same Old Song – 3:50
8. That's What I Call Home – 3:17
9. Problems at Home – 4:00
10. If I Was Your Man – 3:39